# 160 (число)
Вижте пояснителната страница за други значения на 160.
160 (сто и шестдесет) е естествено, цяло число, следващо 159 и предхождащо 161.
Сто и шестдесет с арабски цифри се записва „160“, а с римски цифри – „CLX“. Числото 160 е съставено от три цифри от позиционните бройни системи – 1 (едно), 6 (шест), 0 (нула).

## Общи сведения
- 160 е четно число.
- 160-ият ден от годината е 9 юни.
- 160 е година от Новата ера.

## Любопитни факти
- Най-големият отвор на Аспаруховия мост е 160 m.
- Небостъргачът Бурж Халифа има 160 обитаеми етажа.
- Скоростта за движение в тунела под Ламанша е 160 км/час.
- Според някои от съвременните критерии за красота жената трябва да е висока 160 cm.
- Над 160 етнически групи живеят в границите на Русия.